# Трогон смугастохвостий
Трогон смугастохвостий (Apaloderma vittatum) — вид птахів родини трогонових (Trogonidae).

## Поширення
Вид поширений в Африці. Ареал мозаїчний. Поширений на межі Нігерії та Камеруну, в Центральній Анголі, на межі ДР Конго, Уганди, Руанди та Бурунді, в Кенії, Танзанії, Малаві і Мозамбіці. Мешкає в лісах.

## Опис
Птах завдовжки до 28 см, включаючи довгий широкий хвіст, характерний для трогонів. Дзьоб і ноги жовті. Голова самця синювато-чорнуватого кольору з бронзовою райдужкою. Під оком є два маленьких карункули (м'ясисті нарости) жовтого або помаранчевого кольору, а над ним є інші жовтого або сірого кольору. Верхня частина тіла та верхня частина грудей темні з зеленими відтінками на спині та синіми або фіолетовими на грудях та хвості. Решта його нижніх частин червоні, за винятком нижньої частини хвоста, яка має тонкі чорно-білі смуги. Голова самиці бура і має менші карункули. Горло і груди світло-руді, а в іншому вона нагадує самця.

## Спосіб життя
Харчується переважно комахами, включаючи гусениць. Гнізда облаштовує у дуплах.